# Кер (Горњопровансалски Алпи)
Кер (фр. Caire) насеље је и општина у Француској у региону Прованса-Алпи-Азурна обала, у департману Горњопровансалски Алпи која припада префектури Форсалкје.
По подацима из 2011. године у општини је живело 65 становника, а густина насељености је износила 3,69 становника/km². Општина се простире на површини од 17,63 km². Налази се на средњој надморској висини од 720 метара (максималној 1.559 m, а минималној 743 m).

## Демографија
| 1962. | 1968. | 1975. | 1982. | 1990. | 1999. | 2011. |
| ----- | ----- | ----- | ----- | ----- | ----- | ----- |
| 65    | 68    | 69    | 72    | 85    | 76    | 65    |

График промене броја становника у току последњих година